# Horňany
Horňany (ungarisch Hornyán) ist eine Gemeinde im Nordwesten der Slowakei mit 427 Einwohnern (Stand 31. Dezember 2024) und gehört zum Okres Trenčín, einem Teil des Trenčiansky kraj.

## Geographie

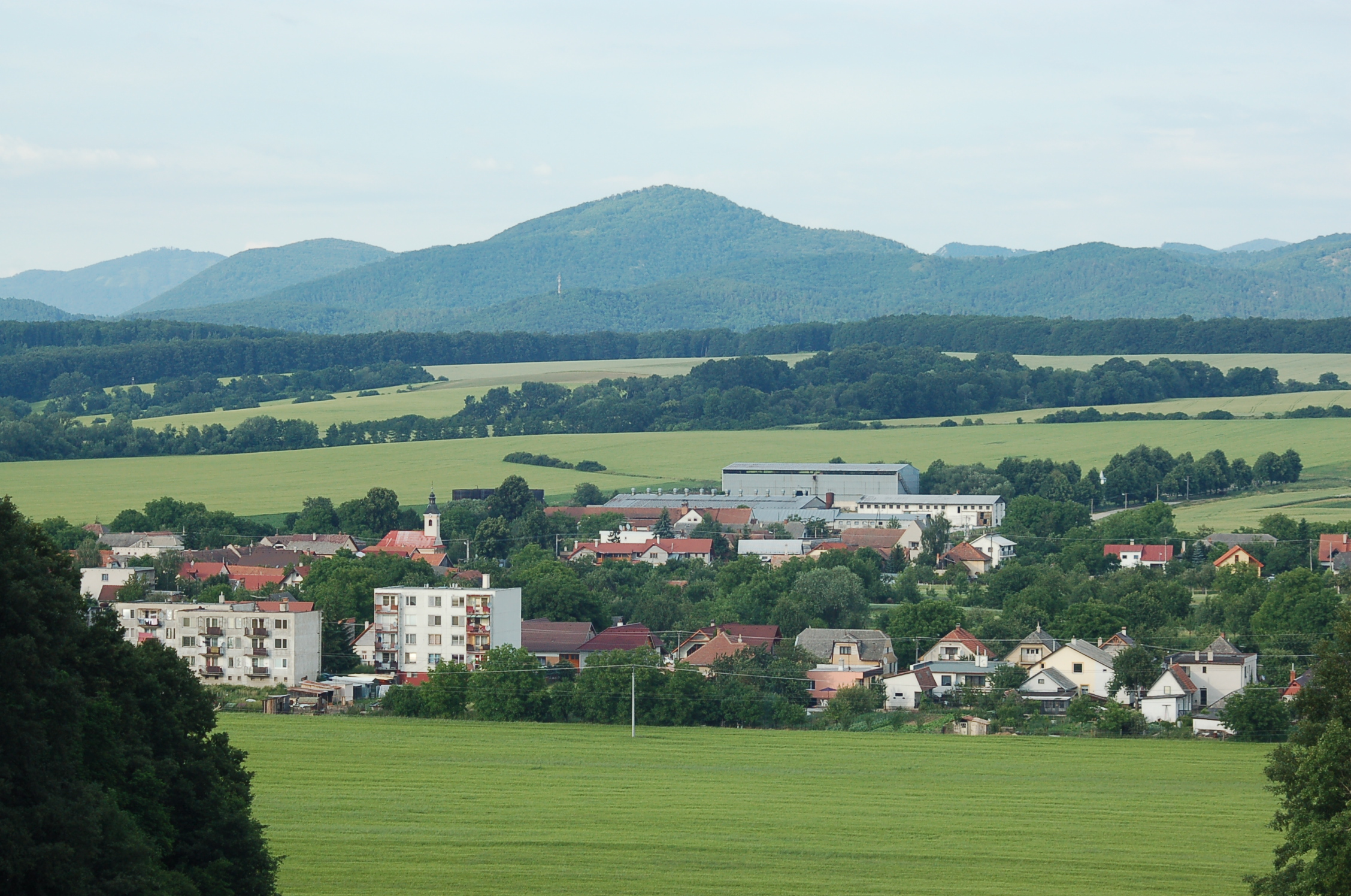
Blick auf Horňany

Die Gemeinde befindet sich im nördlichsten Teil des Hügellands Nitrianska pahorkatina und somit auch des slowakischen Donautieflands, am Mittellauf des Baches Machnáč. Das Ortszentrum liegt auf einer Höhe von 222 m n.m. und ist acht Kilometer von Bánovce nad Bebravou sowie 22 Kilometer von Trenčín entfernt.
Nachbargemeinden sind Bobot im Norden, Dežerice im Osten und Süden sowie Svinná im Westen.

## Geschichte

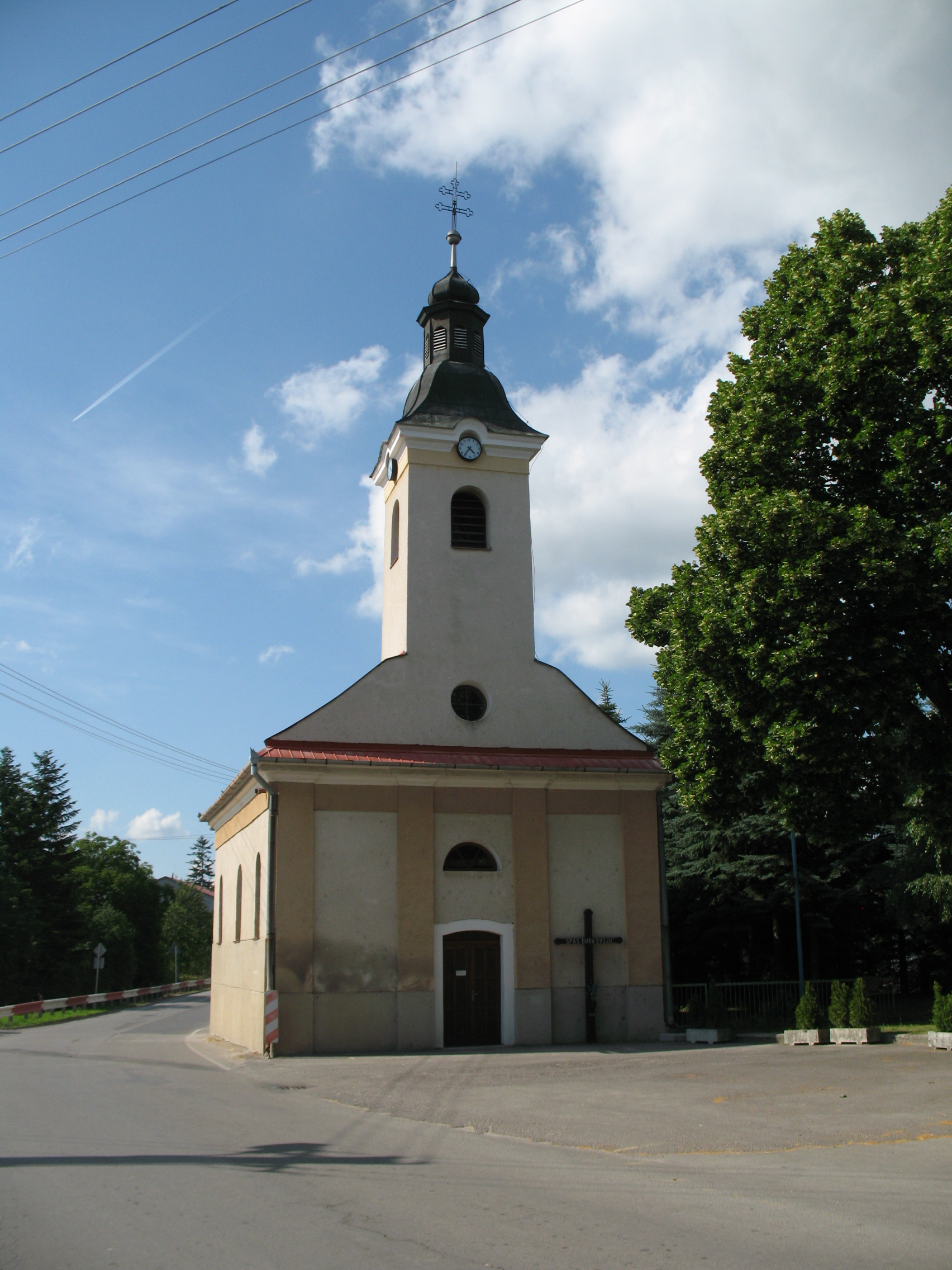
Kirche in Horňany

Horňany wurde zum ersten Mal 1352 als Hornyan schriftlich erwähnt und war damals Teil des Herrschaftsgebiets der Burg Trentschin. Nachdem das Dorf wegen der Hussitenkriege menschenleer wurde, kam es danach zur erneuten Besiedlung. 1598 hatte die Ortschaft eine Mühle und 24 Häuser. 1828 zählte man 34 Häuser und 405 Einwohner, die vom Beruf her Landwirte und Fuhrmänner waren. Im 19. Jahrhundert stand eine Säge im Dorf.
Bis 1918 gehörte die im Komitat Trentschin liegende Gemeinde zum Königreich Ungarn und kam danach zur Tschechoslowakei beziehungsweise heute Slowakei.

## Bevölkerung
| Jahr                | 1994 | 2004    | 2014     | 2024    |
| ------------------- | ---- | ------- | -------- | ------- |
| Anzahl der Personen | 384  | 399     | 451      | 427     |
| Unterschied         |      | +3,90 % | +13,03 % | −5,32 % |

| Jahr                | 2023 | 2024    |
| ------------------- | ---- | ------- |
| Anzahl der Personen | 424  | 427     |
| Unterschied         |      | +0,70 % |

Nach der Volkszählung 2011 wohnten in Horňany 440 Einwohner, davon 405 Slowaken, 2 Tschechen und ein Magyare. 32 Einwohner machten keine Angabe zur Ethnie.
320 Einwohner bekannten sich zur römisch-katholischen Kirche, jeweils 5 Einwohner zur Evangelischen Kirche A. B. sowie zur griechisch-katholischen Kirche und ein Einwohner zur orthodoxen Kirche; 2 Einwohner bekannten sich zu einer anderen Konfession. 26 Einwohner waren konfessionslos und bei 81 Einwohnern wurde die Konfession nicht ermittelt.

## Bauwerke und Denkmäler
- römisch-katholische Kirche im klassizistischen Stil aus dem 19. Jahrhundert
- Gedenktafel an den Slowakischen Nationalaufstand